# سلسانچو
سلسانچو دهستانی در استان آبیلای اسپانیا است.
در این دهستان ۱٬۰۳۱ نفر زندگی می‌کنند. مساحت این دهستان ۵۱٫۸۷ کیلومتر مربع است.

## نگارخانه

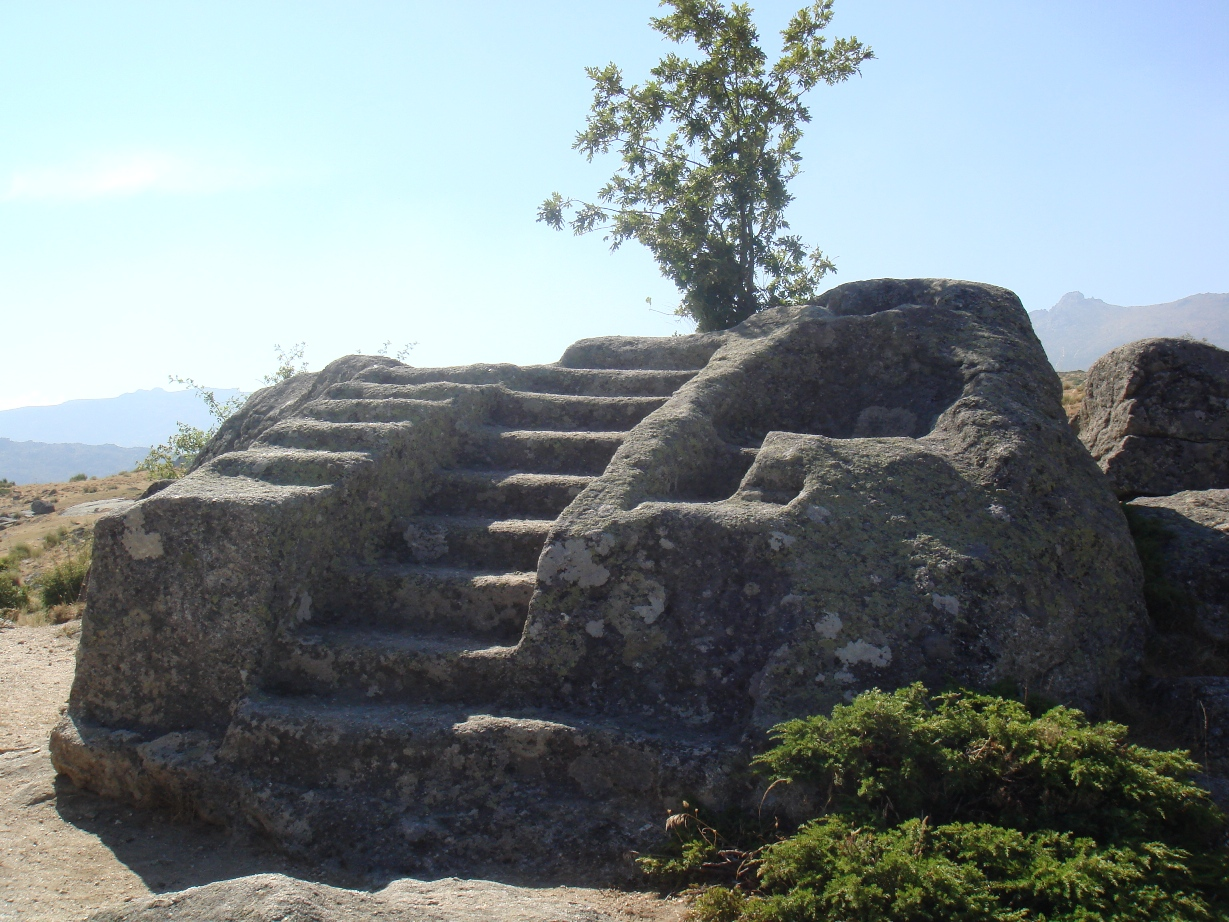
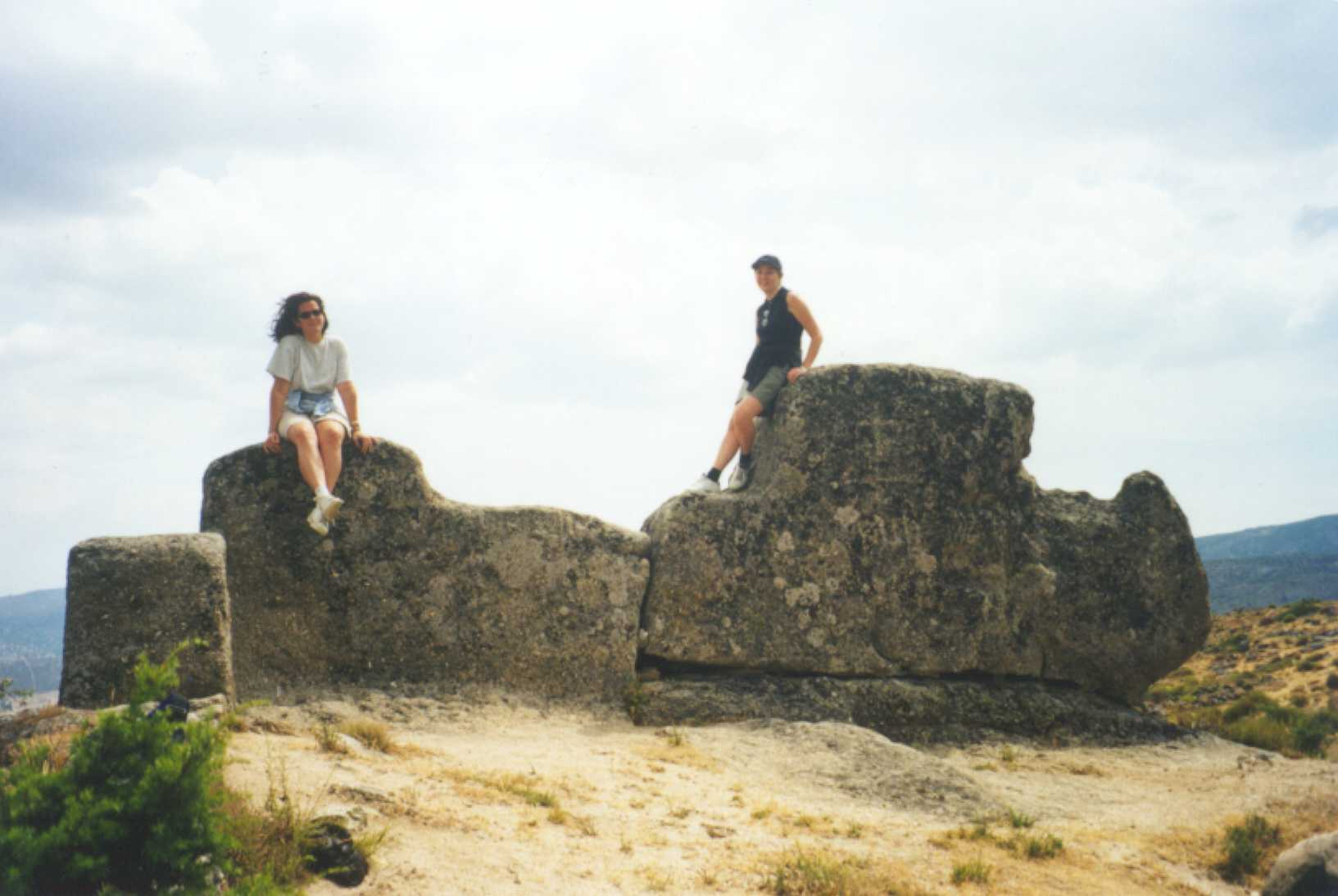
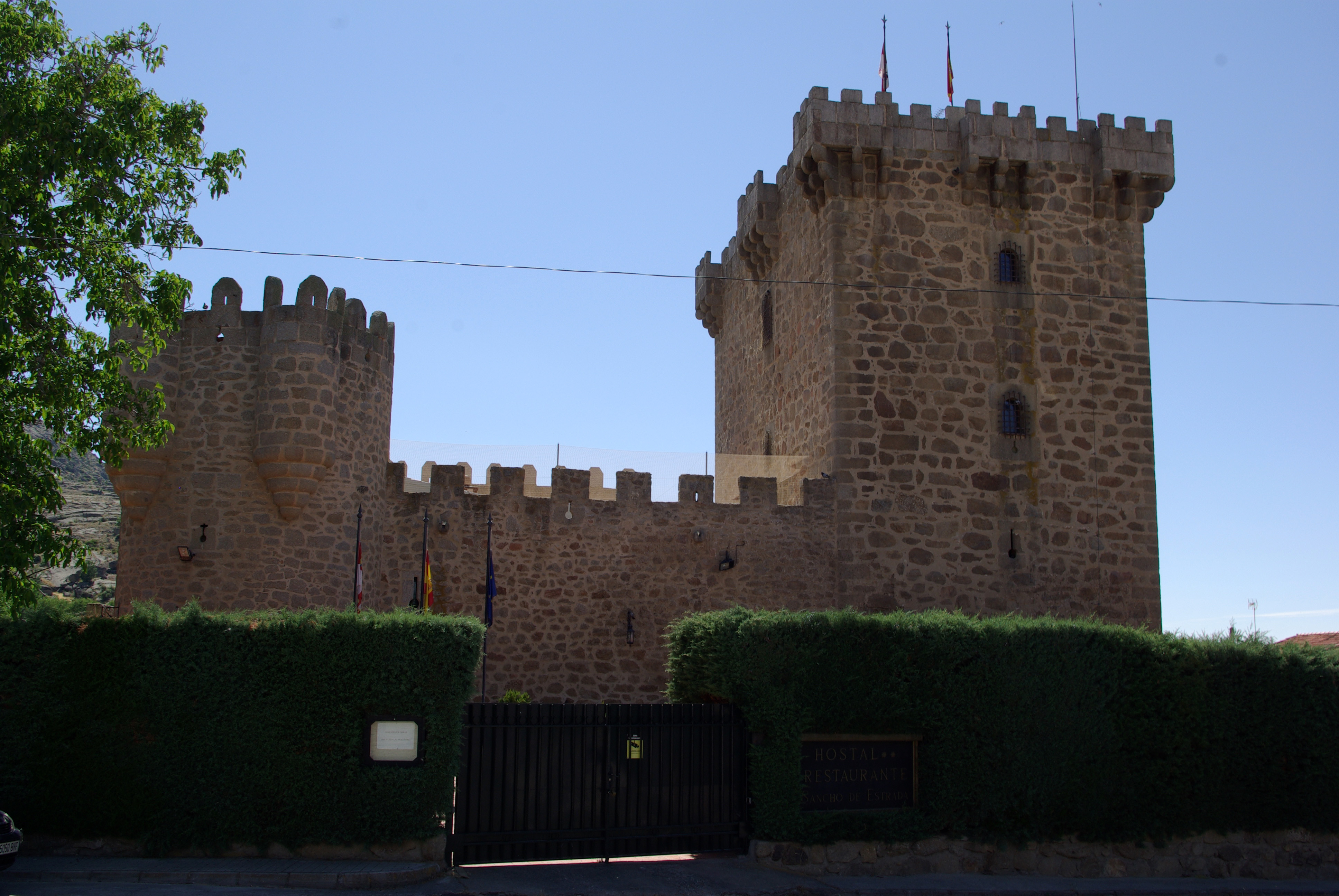